# Sodome et Gomorrhe (film, 1922)
Pour les articles homonymes, voir Sodome et Gomorrhe (homonymie).
Pour plus de détails, voir Fiche technique et Distribution.
Sodome et Gomorrhe (Sodom und Gomorrha) est un film muet autrichien réalisé par Michael Kertész (Michael Curtiz, né Mihály Kertész) en 1922.

## Fiche technique
(d'après le générique de début et l'IMDB)
- Titre complet : Sodome et Gomorrhe, la légende de péchés et de punitions (Sodom und Gomorrha : Die Legende von Sünde und Strafe)
- Autre titre français : Le Sixième Commandement
- Mise en scène : Michael Kertész
- Scénario : Ladislaus Vajda et Michael Kertész, d'après l'histoire de Sodome et Gomorrhe dans la Bible
- Photographie : Gustav Ucicky, Franz Planer
- Décors et constructions : Architecte en chef : Julius von Borsody
- Architectes : Hans Rouc et Stephan Wessely
- Réalisation : Architectes : Mautner et Rothmüller, Stadtbaumeisterei Wien VI
- Réalisateur : Sascha Kolowrat
- Producteur : Arnold Pressburger, pour la Sascha Film
- Genre : Drame
- Format : Noir et blanc
- Durée : 97 minutes

## Distribution
- Georg Reimers : Jackson Harber
- Walter Slezak : Eduard Harber, étudiant au lycée de Cambridge/L'orfèvre de Galilée
- Lucy Doraine : Miss Mary Conway/La femme de Loth/La Reine de Syrie
- Erika Wagner : Mrs Agathe Conway, sa mère
- Victor Varconi (crédité Michael Varkonyi) : Le prêtre du lycée de Cambridge, précepteur d'Eduard/L'ange du Seigneur
- Kurt Ehrle : Le sculpteur Harry Lighton/Loth
- Leo Slezak : (petit rôle indéterminé)

## Synopsis
À Londres, l'homme d'affaires et spéculateur Jackson Harber provoque une panique boursière. Dans le même temps, il "achète" la jeune Mary Conway à sa mère car il veut la "posséder". Mary, très futile, accepte ce "marché". Les "fiançailles" sont organisées au château d'Harber, donnant lieu à une fête grandiose, pleine de débordements et de débauche. Le fils du spéculateur, Eduard, arrive alors, accompagné de son précepteur, un prêtre. Ce dernier recueille la confession d'un mourant, le sculpteur Harry Lighton, venu là se suicider par désespoir, car la jeune fiancée, dont il était épris, l'a repoussée. Bientôt, Mary séduit Eduard et le pousse à tuer son père. Les deux jeunes gens sont arrêtés et condamnés à mort. Dans sa cellule, Mary se transporte en rêve à Sodome...

## Critique
Lors d'une diffusion télévisée, Patrick Brion écrivait dans Télérama, sous le pseudonyme d'André Moreau :
"Comme Les Dix Commandements, tourné en 1923 par Cecil B. DeMille dans sa version muette, Sodom und Gomorrha se déroule sur un double plan : un drame passionnel contemporain et une spectaculaire reconstitution de l'histoire de Sodome et Gomorrhe. Il s'agit là de l'une des productions les plus prestigieuses - et les plus chères - de la Sascha Film, qui était alors la principale compagnie cinématographique autrichienne. Après avoir tourné plus d'une vingtaine de films dans sa Hongrie natale, Michael Kertész, qui deviendra à Hollywood Michael Curtiz, profite des moyens mis à sa disposition pour prouver son habileté, aussi évidente dans les scènes psychologiques à deux ou trois personnages que dans les morceaux de bravoure à l'imposante figuration. Œuvre rarissime, Sodom und Gomorrha porte déjà la marque d'un cinéaste de talent, alors âgé de 34 ans, dont les futurs chefs-d'œuvre seront Les Aventures de Robin des Bois, Casablanca, La Piste de Santa Fe et Le Roman de Mildred Pierce.